# Carlos Carneiro (pintor)
Carlos Carneiro (Porto, 20 de Setembro de 1900 - Porto, 11 de Outubro de 1971) foi um pintor português.

## Vida e obra
Era filho do pintor António Carneiro e de sua mulher Rosa Atília de Queiroz; e irmão do compositor Cláudio Carneyro. 
Desde criança que mostrava dotes para o desenho e a ilustração criando caricaturas, copiando obras de outros artistas. Os seus primeiros trabalhos surgem na década de 1910 com o arranjo gráfico da revista "O Echo", desenhos históricos, invenção do jornal "O Bexigueiro". É ainda, neste período de tempo, premiado por uma ilustração que fez para o jornal "O Século". Colaborou na revista de cinema Movimento   (1933-1934).
Ainda na década de 1910 viajou até Paris.
Foi aluno do seu pai e de Marques de Oliveira na Escola de Belas Artes do Porto, conhecendo nesta escola Eduardo Malta e Henrique Medina.
Em 1919 expõe no Salon dos "Humoristas" juntamente com os artistas Almada Negreiros, Jorge Barradas e Eduardo Afonso Viana e em 1924 expõe individualmente e pela primeira vez, na cidade do Porto.
Procurou conhecer a pintura de outros artistas internacionais viajando pelo mundo, manteve outras atividades como a crónica jornalística e a crítica de arte.
Os seus trabalhos fazem parte integrante do espólio de muitos museus quer nacionais quer estrangeiros espalhados pelo mundo.